# 拉洪克拉
拉洪克拉（西班牙語：La Junquera）是西班牙加泰罗尼亚赫罗纳省的一个市镇。总面积57平方公里，总人口2636人（2001年），人口密度46人/平方公里。